# Хыркасы (Моргаушский район)
Хыркасы́ (чув. Хыркасси) — деревня в Моргаушском муниципальном округе Чувашской Республики России. До преобразования в 2022 году Моргаушского района в муниципальный округ деревня входила в состав Ильинского сельского поселения.

## География
Деревня находится в северной части Чувашии, в пределах Чувашского плато, в зоне хвойно-широколиственных лесов, на расстоянии примерно 28 километров (по прямой) к северу от села Моргауши, административного центра района. Абсолютная высота — 138 метров над уровнем моря. Расстояние до столицы республики — города Чебоксары — 43 км, до районного центра  — 26 км, до железнодорожной станции 43 км.
Климат
Климат характеризуется как умеренно континентальный, с продолжительной морозной зимой и тёплым летом. Среднегодовая температура воздуха — 2,3 °С. Средняя температура воздуха самого тёплого месяца (июля) — 18,6 °C (абсолютный максимум — 38 °C); самого холодного (января) — −13 °C (абсолютный минимум — −44 °C). Безморозный период длится около 148 дней. Среднее количество атмосферных осадков, выпадающих в вегетационный период, составляет 326 мм
Часовой пояс
Деревня Хыркасы, как и вся Чувашия, находится в часовой зоне МСК (московское время). Смещение применяемого времени относительно UTC составляет +3:00.

## История
Деревня появилась в XIX — начале XX века как околоток деревни Шешкар-Сундырь-Первый (ныне не существует). Жители до 1866 года — государственные крестьяне; занимались земледелием, животноводством, сапожно-башмачным, кузнечным, кулеткацким промыслами, изготовлением валяной обуви. В конце XIX века функционировала винная лавка. В 1878 году было открыто земское училище. В 1931 году образован колхоз «Красный маяк». 
Религия
В конце XIX — начале XX века жители деревни Хыр-касы были прихожанами Ильинской церкви села Ильинская Пустынь (Церковь каменная, построена в 1794 году на средства прихожан, двухпрестольная, главный престол — во имя Святого пророка Илии, придел — в честь Рождества Христова; закрыта в 1935 году.).

## Топонимика
Название деревни — от чув. хыр «сосна».

## Население
| 2010 | 2012 |
| ---- | ---- |
| 65   | ↗78  |

Согласно результатам переписи 2002 года в деревне Хыркасы Шешкарского сельского совета проживали 85 человек, преобладающая национальность — чуваши (99%).

## Инфраструктура
В деревне 1 улица — Центральная.